# Saint-Cyprien (Loira)
Saint-Cyprien è un comune francese di 2 384 abitanti situato nel dipartimento della Loira della regione dell'Alvernia-Rodano-Alpi.

## Società

### Evoluzione demografica
Abitanti censiti